# Fast (Motion)
Fast (Motion) è un singolo della rapper statunitense Saweetie, pubblicato il 6 maggio 2021 come quarto estratto dal primo album in studio Pretty Bitch Music.

## Descrizione
Descritto da Stereogum come un brano dance rap, Fast (Motion) contiene delle interpolazioni tratte da Got Me Good di Ciara.

## Video musicale
Il video musicale, diretto da James Laresse, è stato reso disponibile su YouTube in concomitanza con l'uscita del singolo.

## Tracce
Testi e musiche di Diamonte Harper, Andre Davidson, Jesse St. John, Liana Banks, Paris "PJ" Jones e Sean Davidson.
1. Fast (Motion) – 2:50

## Classifiche
| Classifica (2021) | Posizione massima |
| ----------------- | ----------------- |
| Stati Uniti       | 124               |